# Шість сигма

Символ, що часто використовується для позначення «6 сигма»

Ші́сть си́гм (англ. Six Sigma) — методологія, що використовується у корпоративному менеджменті для вдосконалення виробництва та усунення дефектів. Стратегічний підхід до вдосконалення бізнесу, в рамках якого проводяться заходи зі знаходження і виключення причин помилок або дефектів у бізнес-процесах, шляхом зосередження на тих вихідних параметрах, які є критично важливими для споживача.
Спочатку метод розроблявся компанією «Motorola» та її інженером Білом Смітом (з 1986 року), але зараз[коли?] ним користуються багато компаній. Значний вплив на його розвиток справили попередні концепції вдосконалення якості продукції, наприклад методології контролю якості, тотального управління якістю (Total Quality Management — TQM) та нульових дефектів. Ціллю методу «6 сигм» є докладання зусиль по зниженню відхилень від якості продукції однакового типу при виробництві, що вважається ключовим фактором успішності бізнесу.
Поняття «шість сигма» відноситься до здатності виробничого процесу виготовити продукт, не відхиляючись від заданих параметрів. Наприклад, процеси, де застосований цей метод, мають рівень дефектів менше, ніж 3.4 DPMO (дефектів на мільйон). Ключовим елементом методології вважається системний підхід до вирішення проблем на основі точних даних з акцентом на потреби споживачів.
«Шість сигма» є зареєстрованим знаком обслуговування та торговою маркою компанії Motorola.[джерело?] Окрім неї цей метод використовують Honeywell International, General Electric та інші.
З'явилася[коли?] методологія TRIZ для вирішення проблем при виробництві та проектуванні, яка вважається частиною підходу «шість сигма».

## Історія створення
Спочатку методика «шість сигма» була розроблена як комплекс заходів, спрямованих на вдосконалення процесів виробництва та усунення дефектів, однак згодом вона знайшла застосування в інших видах бізнес-процесів. У концепцію «шість сигма» закладено твердження, що як дефект розглядається будь-яка невідповідність, яка може привести до незадоволення споживача. Основні принципи методики «шість сигма» були сформульовані Біллом Смітом — працівником компанії «Motorola» в 1986. Великий вплив на розробку концепції «шість сигма» надали такі методології, як «Управління якістю», «Загальне управління якістю» і «Теорія бездефектності продукції», засновані на роботах творців науки про якість, таких як Шухарт, Демінг, Жура, Ісікава, Тагуті тощо.

## Методологія
"Шість сигма" розподіляється на дві головні методології: DMAIC (вдосконалення наявного бізнес-процесу) та DMADV (створення нових проектів продукції або процесу з передбачуваною та бездефектною якістю).
DMAIC складається із 5 кроків:
- Define — визначення цілей вдосконалення процесу, що збігаються з потребами споживачів та стратегією підприємства.
- Measure — вимір поточного процесу та збір відповідної інформації для майбутніх порівнянь.
- Analyze — аналіз взаємовідносин та причинності факторів. Визначити, що таке взаємовідносини, беручи до уваги усі фактори.
- Improve — вдосконалення або оптимізація процесу на основі аналітичних технік.
- Control — контроль для забезпечення того, щоб усі відхилення якості продукції були виправлені до того, коли вони стануть дефектами. Це також включає пілотні запуски та тестування.

DMADV також охоплює 5 ступенів:
- Define — визначення цілей проектування на базі потреб споживачів та стратегії підприємства.
- Measure — вимір та ідентифікація показників CTQs (критично важливих для якості), властивостей продукції та процесу виробництва, а також ризиків.
- Analyze — аналіз для розробки та проектування альтернатив, створення проектів високого рівня та оцінка здібностей проектування.
- Design — проектування деталей, оптимізація проектування, верифікація проекту. На цьому етапі знадобляться імітаційні програми.
- Verify — перевірка проекту, проведення пілотних запусків, впровадження процесу виробництва та його передача власнику.

Іноді використовується поняття DMAICR (Realize — Впровадження).
Вважається, що фінансові прибутки є лише побічним продуктом правильного вдосконалення процесу.
Інші методології «шість сигма»:
| Методологія                                                                                          | Прихильник             |
| --- | ---------------------- |
| CDOC (Conceptualize, Design, Optimize, Control)                                                      | SBTI                   |
| DCCDI (Define, Customer Concept, Design and Implement)                                               | Geoff Tennant          |
| DCDOV (Define, Concept, Design, Optimize, Verify)                                                    | Uniworld               |
| D-IDOV-M (Define, Identify, Design, Optimize, Verify, Monitor)                                       |                        |
| DMADOV (Define, Measure, Analyze, Design, Optimize and Verify)                                       | General Electric       |
| DMAI (Define, Measure, Analyze, Improve, Implement,Control)                                          | Cintas Corp.           |
| DMEDI (Define, Measure, Explore, Develop and Implement)                                              | PricewaterhouseCoopers |
| IDOV (Identify, Design, Optimize and Validate)                                                       |                        |
| I2DOV (Invent, Innovate, Develop, Optimize, Validate)                                                |                        |
| MEDIC (Map & Measure, Explore & Evaluate, Define & Describe, Implement & Improve, Control & Conform) | Philips                |
| VCPCIA (Visualize, Commit, Prioritize, Characterize, Improve, Achieve)                               | Raytheon               |